# 激闘!エグゼ兄弟ロックメ〜ン!
『激闘!エグゼ兄弟ロックメ〜ン！』（げきとう！エグゼきょうだいロックメーン）は、川野匠による日本の漫画作品。『別冊コロコロコミック』（小学館）にて、2003年4月号から2006年10月号まで連載された。同じく川野による『笑劇オンエア!!流星のロックメ〜ン』（しょうげきオンエア!!りゅうせいのロックメ〜ン）も同誌にて、2006年12月号から2008年12月号まで連載された。

## 物語概要
『ロックマンエグゼシリーズ』の漫画化作品だが、ゲームの中の世界観を描いたものではなくそのゲームのプレイヤーの日常生活を描いたというこれまでのロックマン漫画史上では異例の作品である。
主人公がさまざまなプレイヤーと通信対戦していくという物語になっている。
通信対戦についてだが、ハード同士が通信ケーブルを使ってやり取りするのではなく、プレイヤーがロックマンになって戦うという仕組みになっている。ハードの電池が切れたらロックマン状態が解除され丸裸になるという（大会のときは熱太と冷二が決勝戦を行ったが相打ちになったのはそのため）。

## 登場人物

### 激闘！エグゼ兄弟ロックメ〜ン！
六田 熱太（ろくた ねった）
冷二の双子の兄。熱血プレイヤー。
『ロックマンエグゼ3』においてはヒートガッツスタイルを使用している。
『ロックマンエグゼ4』においては友情が低いために何度もソウルユニゾンに失敗し、初めはザコキャラクターのメットールとソウルユニゾンしてしまう。
幽助との対決のときはやっとソウルユニゾンに成功してサーチソウルを使用したが、彼の戦略に歯が立たず、周囲の幽霊とソウルユニゾンして老人のような姿になってしまうが、勝った。
六田 冷二（ろくた れいじ）
熱太の双子の弟。冷静な性格。
『ロックマンエグゼ3』においてはアクアカスタムスタイルを使用している。
『ロックマンエグゼ4』においてはアクアソウルを使用している。
モモエ
熱太たちを見守る女の子。プレイヤーではない。
エグゼ3狩りのおっさん
本名不明。1年前は普通のサラリーマンで、仕事もせずにエグゼ3をプレイし続けていたらサラリーマンを首にされ、家族とも離れるようになってしまったという辛い過去を持つ。
それがきっかけで各地のプレイヤーから『ロックマンエグゼ3』を没収するエグゼ3狩りに目覚めてしまう。
『ロックマンエグゼ3』においてはバトルチップの知識が豊富で圧倒的な強さを見せかけたが、熱太の作戦により敗北した。
オリジナルの技として、腹を液体状にして物理攻撃を無効化する「ビールっ腹シールド」、くさい足の臭いで相手を気絶させる「ポイズンキック」、酔っ払ってふらふら歩きで敵の攻撃を回避する「泥酔帰宅スタイル」がある。
大会のときはハードルくぐりで腹部を骨折して脱落。
ロックワン
犬のプレイヤー。最後は瞳のかわいさを利用して熱太達を油断させようとしたが、可愛くないと言われ敗北する。
大会のときはドミノがつかめないためにあっさりと脱落した。
金持 テルオ（かねもち テルオ）
金持ちのプレイヤー。初めは熱太のゲームボーイアドバンスを車で轢いたことにより、熱太達と対立する。ハードはゲームボーイアドバンスSP。
「マネーバリア」という技は、相手のナビチップ（ナビを召還して攻撃させるチップ）のナビを金で買収して裏切らせるという技。
『ロックマンエグゼ3』の時代の頃に登場していて、『ロックマンエグゼ4』の時代に先駆けて『ロックマンエグゼ4』を所持していた。
先駆けて入手した『ロックマンエグゼ4』の新システム・ソウルユニゾンでサーチソウルを使用した。
その威力は相手のバトルチップを破壊し、冷二のシールドスタイルでさえも無効化する。だが最後は熱太のカワリミ作戦に飽きれ、敗北する。
大会のときはそろばんで頭を狂わせて脱落。
ブラックロックマン
不良のプレイヤー。数々の犯罪歴を持つと言っているが、10円玉を拾ってネコババしたり、夜中の12時まで起きていたりと小さいものばかりで熱太達をあきれさせた。
ダークチップ（絶大な威力の代償としてバグを食らいソウルユニゾンを不可能にするチップ）の圧倒的なパワーで熱太達を翻弄するが、最後はノイズストームを自分の耳に当てて自滅した。
稲川 幽助（いながわ ゆうすけ）
幽霊のプレイヤー。生前は『ロックマンエグゼ4』に熱中していたらしく、それが原因で不慮の事故で命を失ったという過去を持つ。
そのゲームのせいで命を失ったといい、通信対戦に勝つまでは成仏しないと決意した。
バトルチップの使い方が豊富で、「ワラニンギョウ（破壊したものに呪いを与えダメージを与えるチップ）」に名札を張って釘を刺して名札の人を苦しめたり、「オウエンカ（歌っている間は味方は無敵状態になるチップ）」に怖い話を読ませ相手を怯ませたりするという戦術を利用する。
幽霊なので初めからインビジブル（透明かつ無敵）状態であり、インビジブルを無効化するサーチソウルを使用しても解除されてしまい力で抑えられなかったが、最後はソウルユニゾンに失敗するという熱太の間抜けっぷりに驚いて成仏していった。語尾に「のら」をつける。
プログレスペットのじいさん
本名不明。『ロックマンエグゼ5』に登場する新型携帯端末にうるさい老人。
プレイヤーに心、技、体の3つを教えることが趣味な性格。熱太たちには技としてドラム缶風呂を沸かさせ、体として崩壊寸前の建物に荷物を運ばせた。

### 笑劇オンエア!!流星のロックメ〜ン
プレイヤーがロックマンになるのではなく、プレイヤーがゲームの中からロックマンを呼び出して現実空間に飛び出したゲームキャラクターと戦わせる仕組みになっている。
星野流太
小学5年生。
流星のロックメ〜ン
ドジ。通称「ロックマン」。未来の流太に作られた。

## 書誌情報
- 川野匠『激闘！エグゼ兄弟ロックメ〜ン！』小学館〈てんとう虫コミックス〉、全2巻
  1. 2004年11月25日初版発行[1]、ISBN 4-09-143261-1
  2. 2006年9月25日初版発行[2]、ISBN 4-09-140185-6
- 川野匠『笑劇オンエア!!流星のロックメ〜ン』小学館〈てんとう虫コミックス〉、2008年9月2日初版発行[3]、ISBN 978-4-09-140667-5